# Avro 558
Die Avro 558 war ein verhältnismäßig kleiner einsitziger Doppeldecker des britischen Herstellers Avro, vom Avro-Chefkonstrukteur Roy Chadwick, speziell hergestellt für eine Ausdauer-Veranstaltung für kleine Flugzeuge, das in der Zeit vom 8.–13. Oktober 1923 in Lympne stattfand.
Firmenchef Roe gab seinem Konstrukteur freie Hand bei der Entwicklung, baute jedoch für dieselbe Veranstaltung ein zweites Modell, die Avro 560.

## Geschichte
Chadwick baute zwei Motorisierungsvariationen seiner Grundkonstruktion, welche die Typenbezeichnung Avro 558 erhielt. Beide Flugzeuge nahmen an dem Wettbewerb teil. Die erste Maschine war ausgerüstet mit einem luftgekühlten B & H-2-Zylinder-V-Motorradmotor, der direkt auf die Luftschraubenwelle wirkte, die zweite Maschine erhielt einen 500-cm³-Douglas-Motorradmotor mit einem Zwischengetriebe (Untersetzung über Kette).
Das zweite Flugzeug zeigte bessere Flugleistungen und erhielt einen Preis für die erzielte Flughöhe von etwa 4.221,5 m.
Die erste Maschine erwies sich als schwierig zu fliegen. Nach einer Notlandung während des laufenden Wettbewerbs erfolgte ein Motoraustausch – eingebaut wurde nun ein 698-cm³-Blackburn-Tomtit-Motor.
Beide Maschinen zeigten problematische Landeeigenschaften in hohem Gras und auf unebenen Pisten und wurden noch im Oktober 1923 mit einem modifizierten Fahrwerk ausgestattet.
Am 27. Oktober 1923 nahm die zweite Maschine bei einem weiteren Flugwettbewerb in Hendon teil und erreichte dort einen dritten Platz.

## Aufbau
Die Avro 558 war ein einstieliger Doppeldecker mit einem stoffbespannten Holzrumpf, auch die Holz-Tragflächen waren stoffbespannt und hatten Querrudern an allen vier Flächen. Das Fahrwerk bestand aus einem zweirädrigen starren Hauptfahrwerk (je nach Ausführung halb eingelassen in den Rumpf oder mit einem hochbeinigen V-Fahrwerk) sowie einem starren Hecksporn.

## Technische Daten
| Avro 558                     | |
| Kenngröße                    | Daten |
| Länge                        | 5,94 m |
| Flügelspannweite             | 9,14 m |
| Flügelfläche                 | 15,43 m² |
| Leergewicht                  | 133,36 kg |
| Max. Fluggewicht vollgetankt | 217,72 kg |
| Antrieb                      | ein B & H-2-Zylinder-V-Motorradmotor oder ein 500-cm³-Douglas-Motorradmotor oder ein 698-cm³-Blackburn-Tomtit-Motor (je nach Ausführung) |
| Besatzung                    | ein Pilot |